# پرخوابی
اختلال پرخوابی یا هایپرسومنیا (به انگلیسی: Hypersomnia) وضعیتی است که در آن فرد در طول روز دچار خواب آلودگی شدید می شود، حتی اگر شب ها به اندازه کافی یا حتی بیش از حد بخوابد. این مشکل می تواند به طور قابل توجهی بر فعالیت های روزانه و کیفیت زندگی فرد تأثیر بگذارد.
افراد مبتلا به پرخوابی در طول روز به دلیل خواب آلودگی در عملکرد مشکل دارند که می تواند بر تمرکز و سطح انرژی تأثیر بگذارد.

## علل
هایپرسومنیا، کابوس خواب‌آلودگی در طول روز، در سه دسته‌ی اصلی خود را نشان می‌دهد: ایدیوپاتیک، اولیه و ثانویه.
ایدیوپاتیک: در این نوع، گویی پتوئی از ابهام بر علت خواب‌آلودگی شدید کشیده می‌شود. بدون هیچ دلیل مشخصی، فرد در طول روز با چنگ و دندان با خستگی و خواب‌آلودگی مبارزه می‌کند.
اولیه: در این نوع، هایپرسومنیا خود به تنهایی بر تخت سلطنت تکیه زده است. ریشه این مشکل را می‌توان در اختلالات عصبی جستجو کرد، یا آنکه به عنوان سرباز وفادار نارکولپسی (حمله خواب)، خود را نشان می‌دهد. یک نظریه جذاب در این زمینه، تولید بیش از حد مولکول کوچکی به نام هیپوُکراتین در مایع مغزی-نخاعی است. گویی این مولکول، نقشی شبیه به قرص خواب یا بیهوشی ایفا می‌کند و فرد را در چنگ خواب‌آلودگی فرو می‌برد. با این حال، هنوز رازهای ناگفته‌ای در این زمینه وجود دارد و نیاز به تحقیقات بیشتری برای کشف حقایق پنهان است.
ثانویه: در این نوع، هایپرسومنیا نقاب از چهره برمی‌دارد و ریشه خود را در بیماری‌های دیگر نشان می‌دهد. افسردگی، ام اس، آسیب عصبی، مصرف دارو یا الکل، تومور، آسیب به سیستم عصبی مرکزی و آپنه خواب، تنها چند نمونه از این سربازان مخوف هستند. برخی از این بیماری‌ها، با مختل کردن خواب شبانه، خستگی را به ارمغان می‌آورند و خواب‌آلودگی در طول روز را به ارمغان می‌آورند.